# 선무공신
선무공신(宣武功臣)은 1592년 임진왜란 때 공을 세웠거나 후방에서 지원한 공로에 대한 공신록이다.  1604년 선조 37년 6월 25일 한양에서부터 의주(義州)까지 시종 어가(御駕)를 모신 사람을 호성공신(扈聖功臣)으로 삼고, 왜적을 정벌한 제장(諸將)들과 군량을 주청하러 간 사신들
18명을 선무공신(宣武功臣)으로 삼았다. 선무공신은 1등, 2등, 3등이 있으며, 각각 다음과 같다.

## 공신록

### 1등 공신
1등공신은 효충장의적의협력 선무공신(孝忠仗義迪毅協力 宣武功臣)이라는 호가 부여되었으며, 다음과 같은 3명이 있다.

원균선무1등공신교지

1. 이순신(李舜臣, 덕수)
2. 권율(權慄, 안동)
3. 원균(元均, 원주)

### 2등 공신
2등공신은 효충장의협력 선무공신(效忠仗義協力 宣武功臣)이라는 호가 부여되었으며, 다음과 같은 5명이 있다.
1. 신점(申點, 평산)
2. 권응수(權應銖, 안동)
3. 김시민(金時敏, 안동)
4. 이정암(李廷馣, 경주)
5. 이억기(李億祺, 전주)

### 3등 공신
3등공신은 효충장의 선무공신(效忠仗義 宣武功臣)이라는 호가 부여되었으며, 다음과 같은 10명이 있다.
1. 권준(權俊, 안동)
2. 권협(權鋏, 안동)
3. 고언백(高彦伯, 제주)
4. 기효근(奇孝謹, 행주)
5. 류사원(柳思瑗, 문화)
6. 이광악(李光岳, 광주)
7. 이순신(李純信, 전주)
8. 이운룡(李雲龍, 재령)
9. 정기원(鄭期遠, 동래)
10. 조경(趙儆, 풍양)

## 같이 보기
- 호성공신
- 청난공신